# Représentations diplomatiques du Cameroun

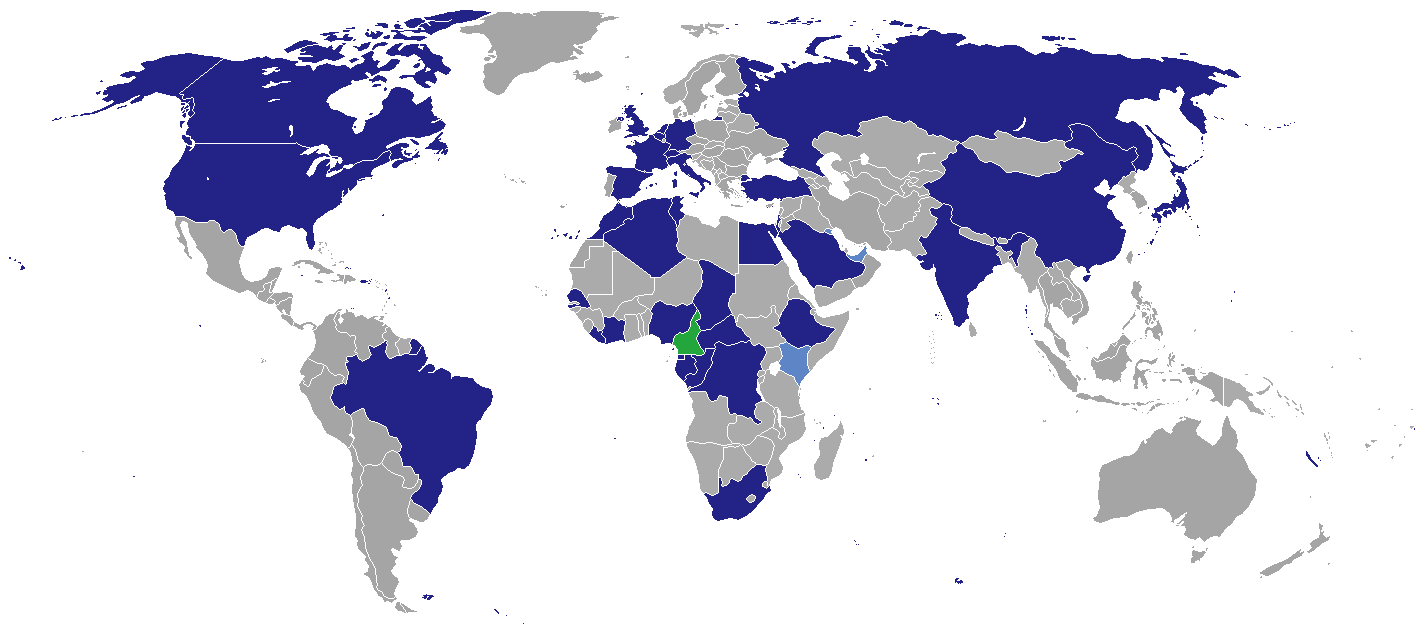
Représentations diplomatiques du Cameroun.

Voici les représentations diplomatiques du Cameroun à l'étranger :

## Afrique
- Afrique du Sud
  - Pretoria (haute commission)
- Algérie
  - Alger (ambassade)
- République centrafricaine
  - Bangui (ambassade)
  - Bouar (consulat)
- République du Congo
  - Brazzaville (ambassade)
  - Ouesso (consulat)
- République démocratique du Congo
  - Kinshasa (ambassade)
- Côte d'Ivoire
  - Abidjan (ambassade)
- Égypte
  - Le Caire (ambassade)
- Éthiopie
  - Addis-Abeba (ambassade)
- Gabon
  - Libreville (haute commission)
- Guinée équatoriale
  - Malabo (ambassade)
  - Bata (Consulat)
  - Mongomo (Consulat)
- Kenya
  - Nairobi (consulat)
- Liberia
  - Monrovia (ambassade)
- Maroc
  - Rabat (ambassade)
- Nigeria
  - Abuja (haute commission)
  - Calabar (consulat)
  - Lagos (consulat général)
- Sénégal
  - Dakar (ambassade)
- Tchad
  - N'Djaména (ambassade)
- Tunisie
  - Tunis (ambassade)

## Amérique
- Brésil
  - Brasília (ambassade)
- Canada
  - Ottawa (haute commission)
- États-Unis
  - Washington (ambassade)

## Asie
- Arabie saoudite
  - Riyad (ambassade)
  - Djeddah (consulat général)
- Chine
  - Pékin (ambassade)
- Corée du Sud
  - Séoul (ambassade)
- Émirats arabes unis
  - Doubaï (consulat)
- Inde
  - New Delhi (ambassade)
- Israël
  - Tel Aviv (ambassade)
- Japon
  - Tokyo (ambassade)
- Koweït
  - Ville du Koweït (consulat général)
- Turquie
  - Ankara (ambassade)

## Europe
- Allemagne
  - Berlin (ambassade)
- Belgique
  - Bruxelles (ambassade)
- Espagne
  - Madrid (ambassade)
- France
  - Paris (ambassade et consulat général)
  - Marseille (consulat)
- Italie
  - Rome (ambassade)
- Pays-Bas
  - La Haye (ambassade)
- Royaume-Uni
  - Londres (haute commission)
- Russie
  - Moscou (ambassade)
- Suisse
  - Berne (ambassade)
  - Genève (consulat général)
- Vatican
  - Rome (ambassade)

## Organisations internationales
- Addis-Abeba (mission permanente auprès de l'Union africaine)
- Genève  (mission permanente auprès de l'Organisation des Nations unies)
- New York (mission permanente auprès de l'Organisation des Nations unies)

## Galerie

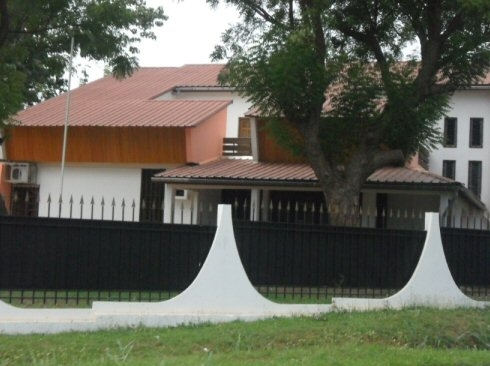
Ambassade à Bangui.
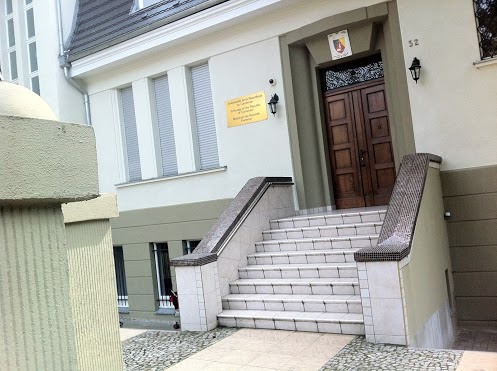
Ambassade à Berlin.
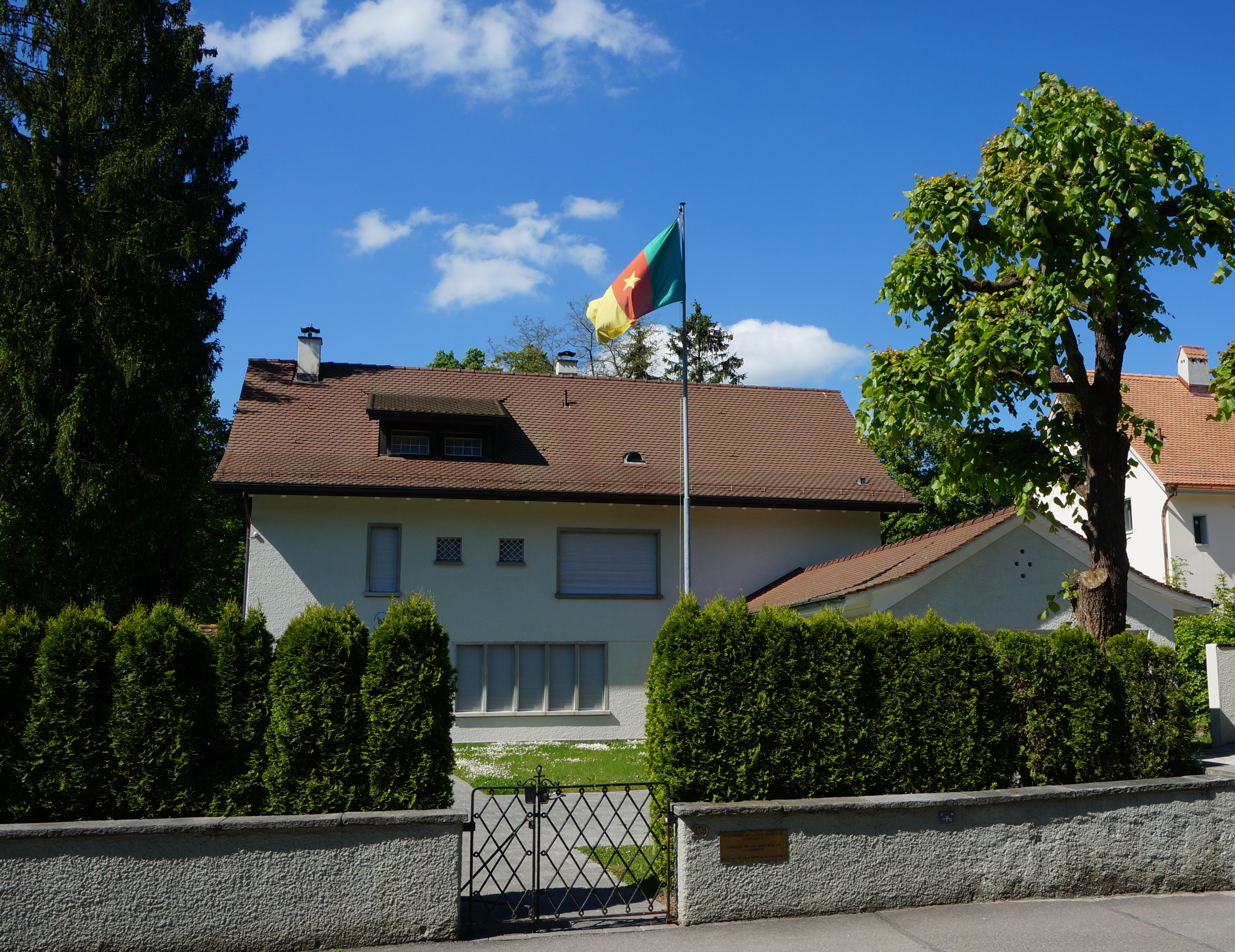
Ambassade à Berne.
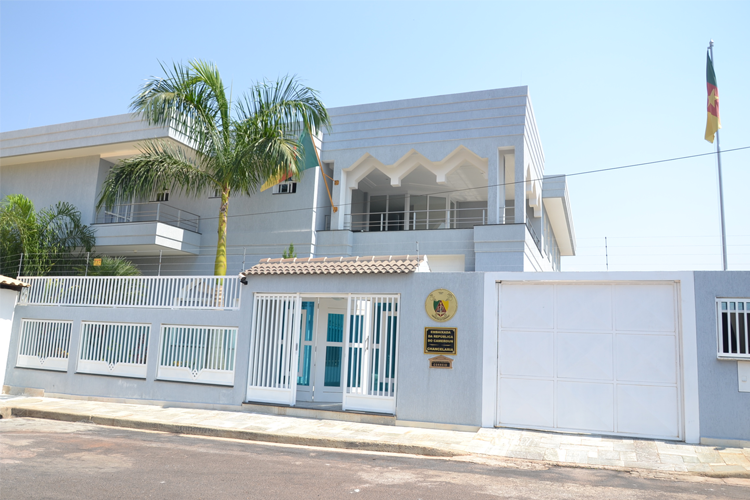
Ambassade à Brasilia.
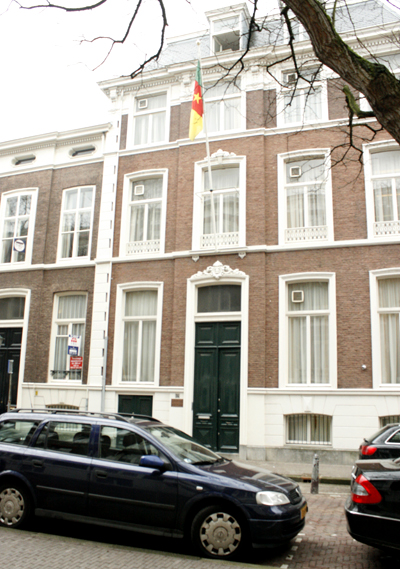
Ambassade à La Haye.
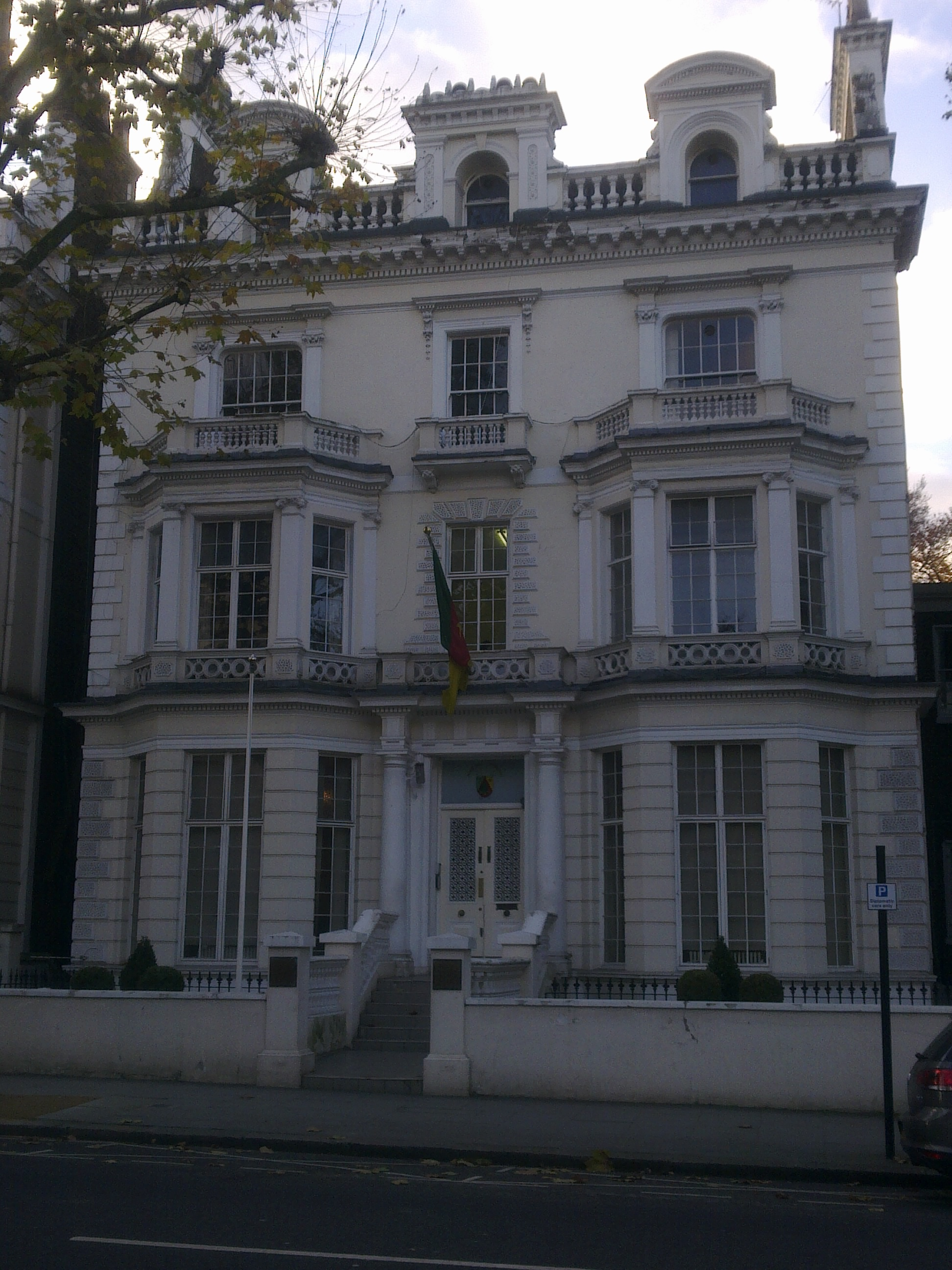
Haute commission à Londres.
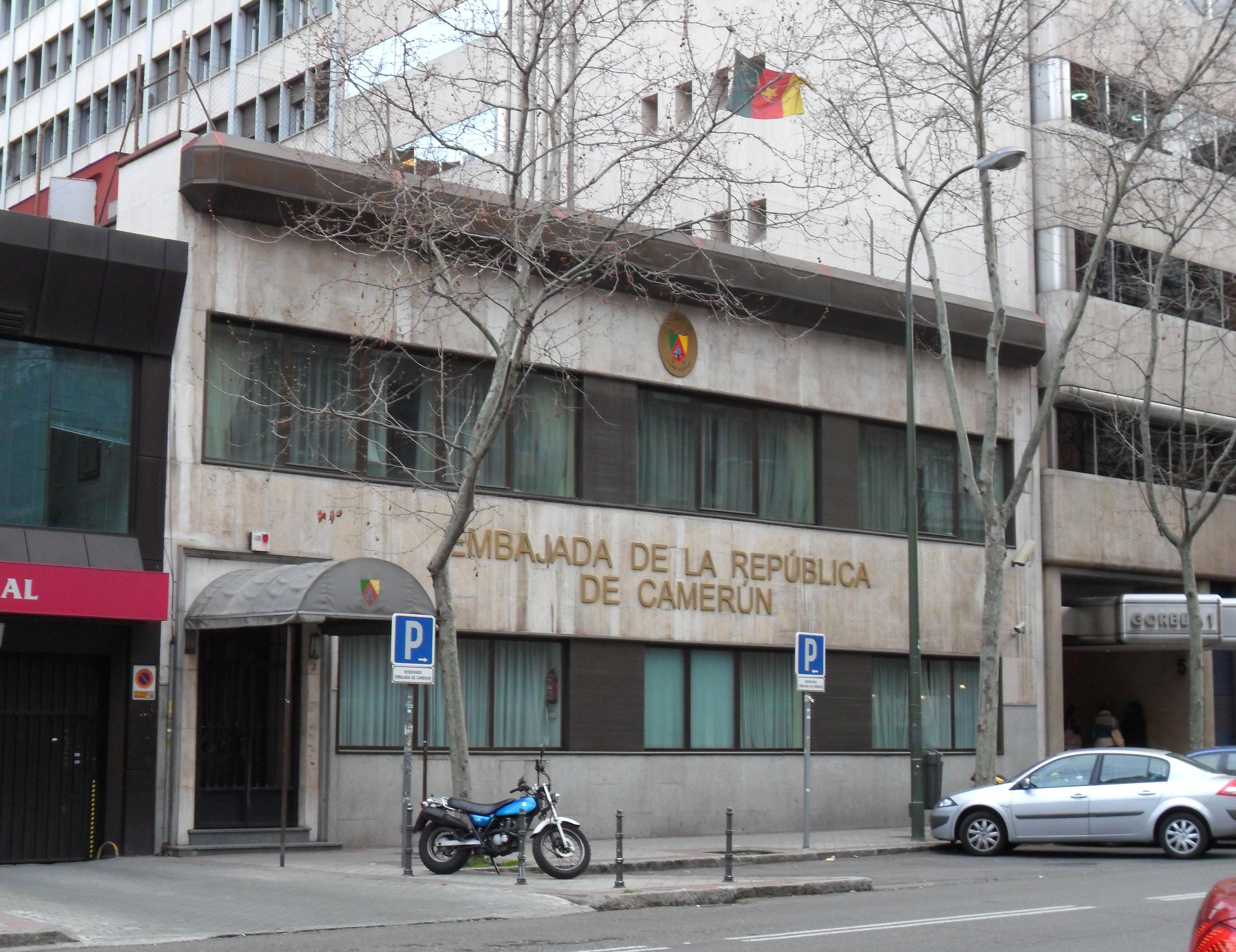
Ambassade à Madrid.
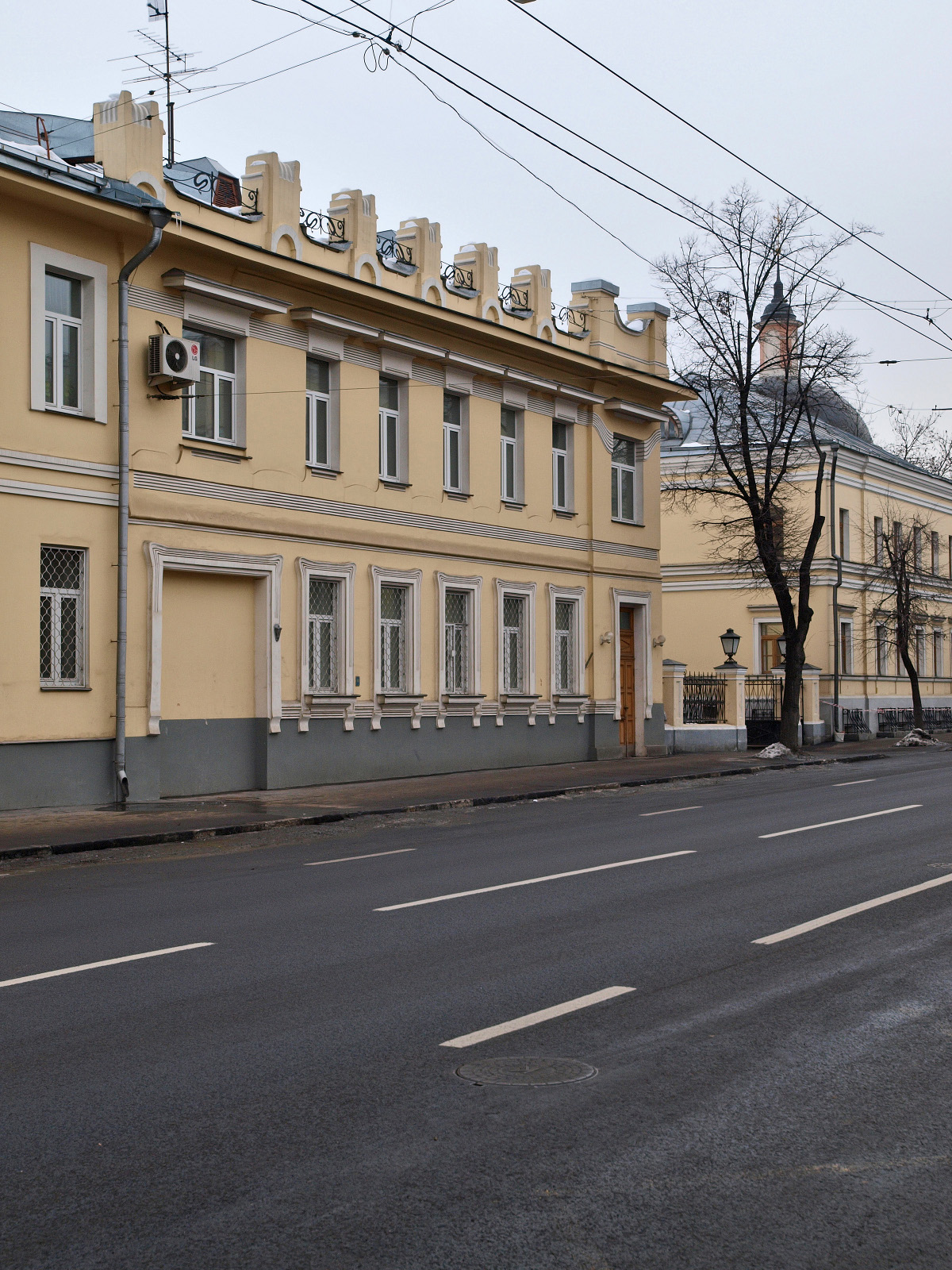
Ambassade à Moscou.
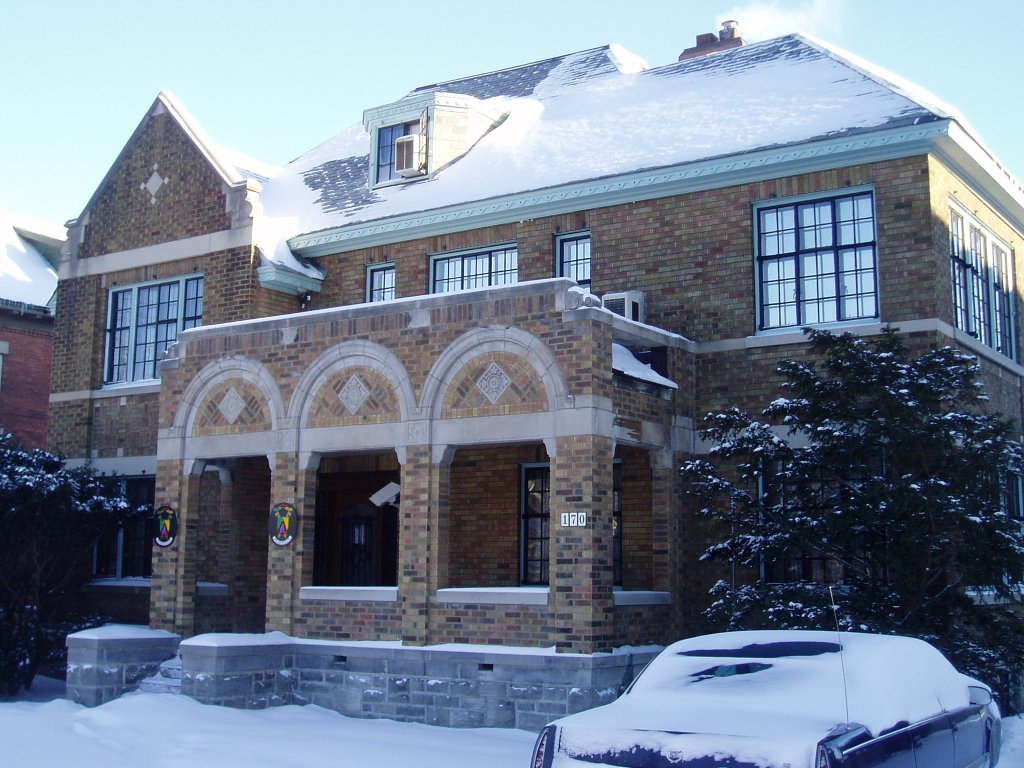
Haute commission à Ottawa.
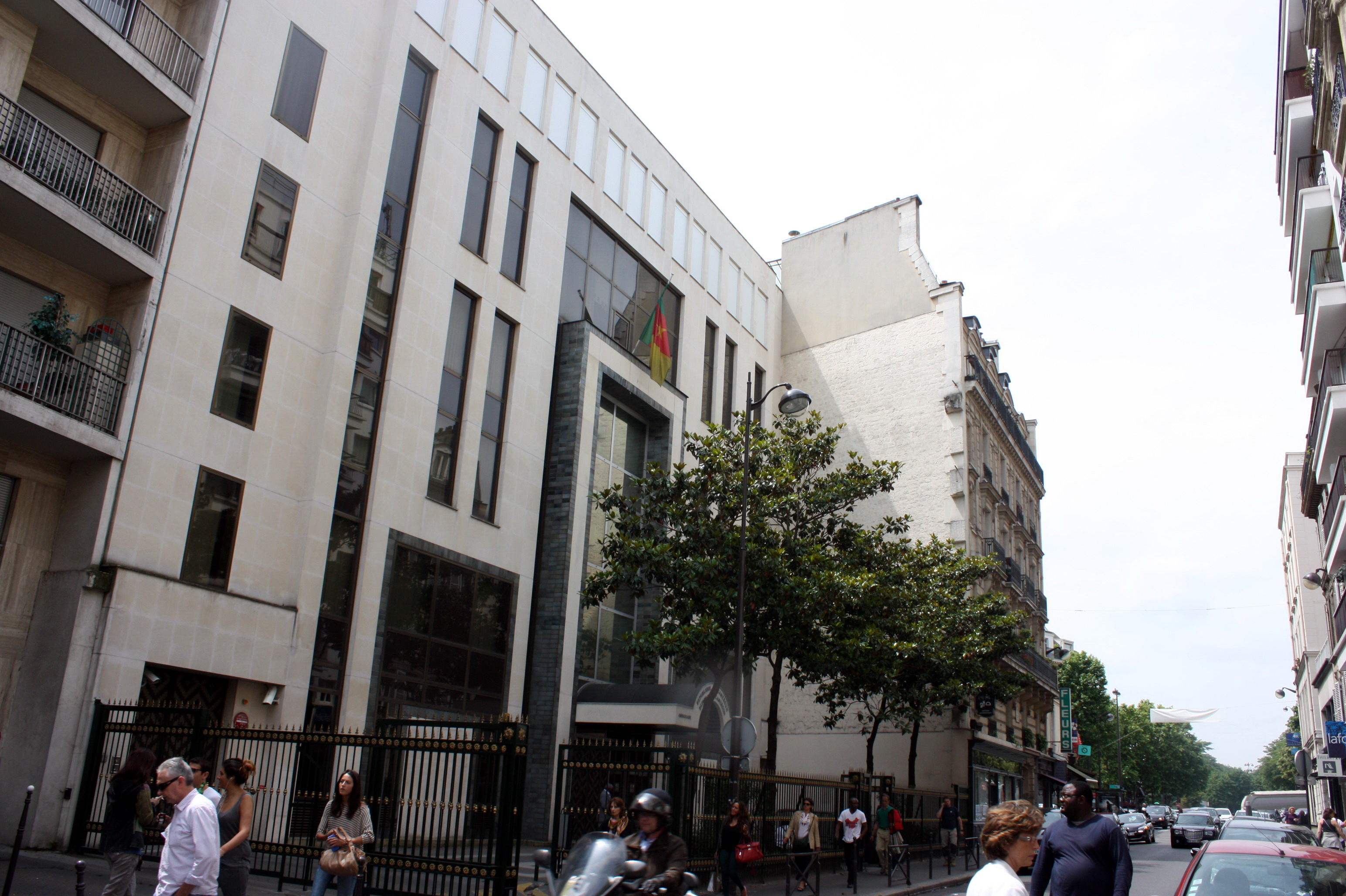
Ambassade à Paris.
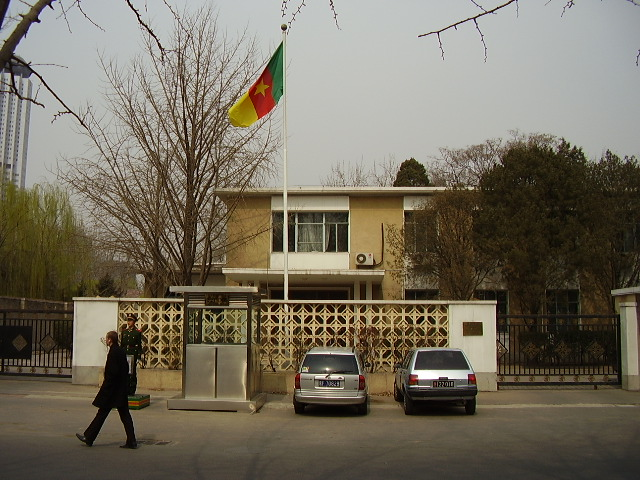
Ambassade à Pékin.
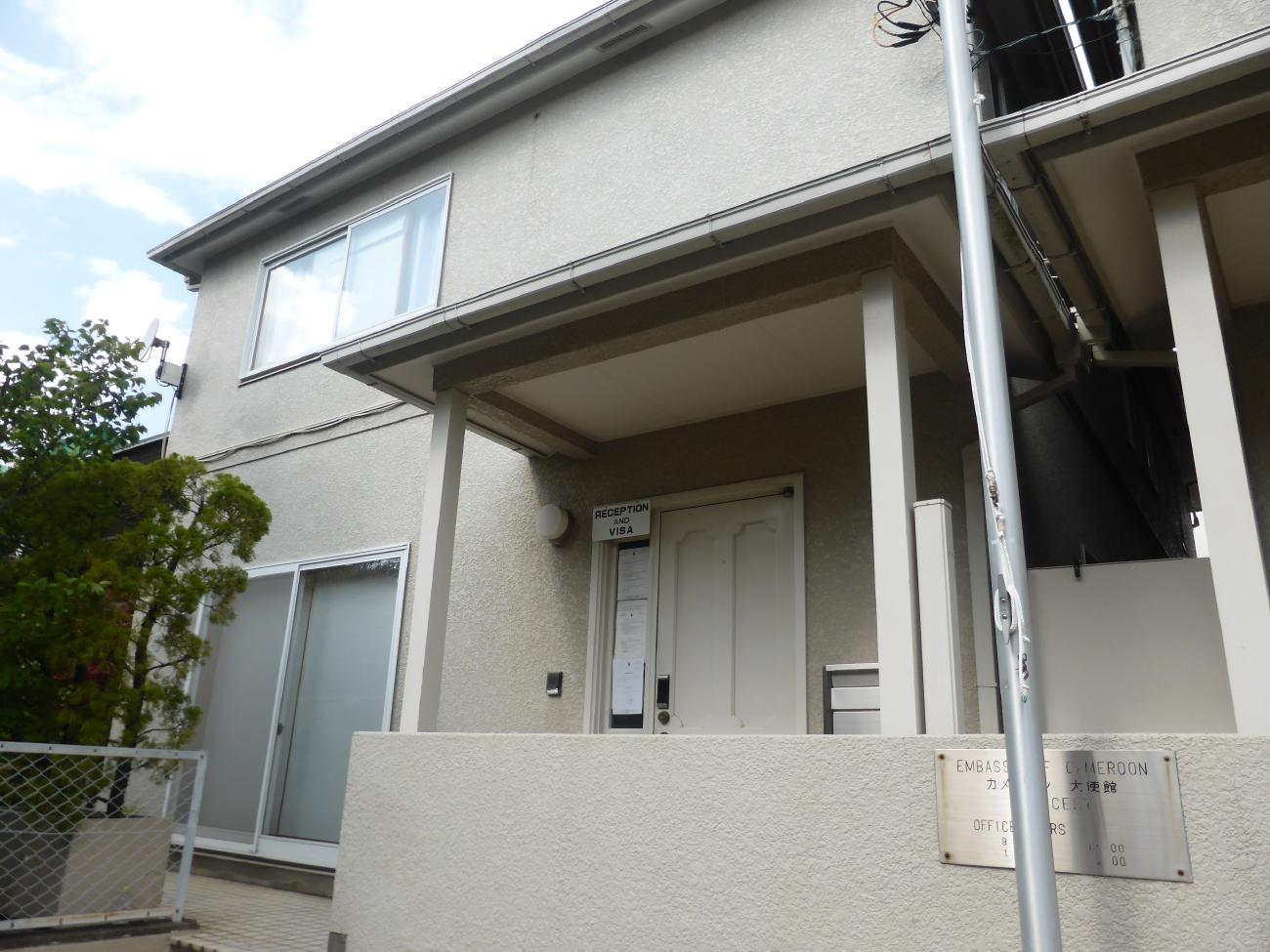
Ambassade à Tokyo.
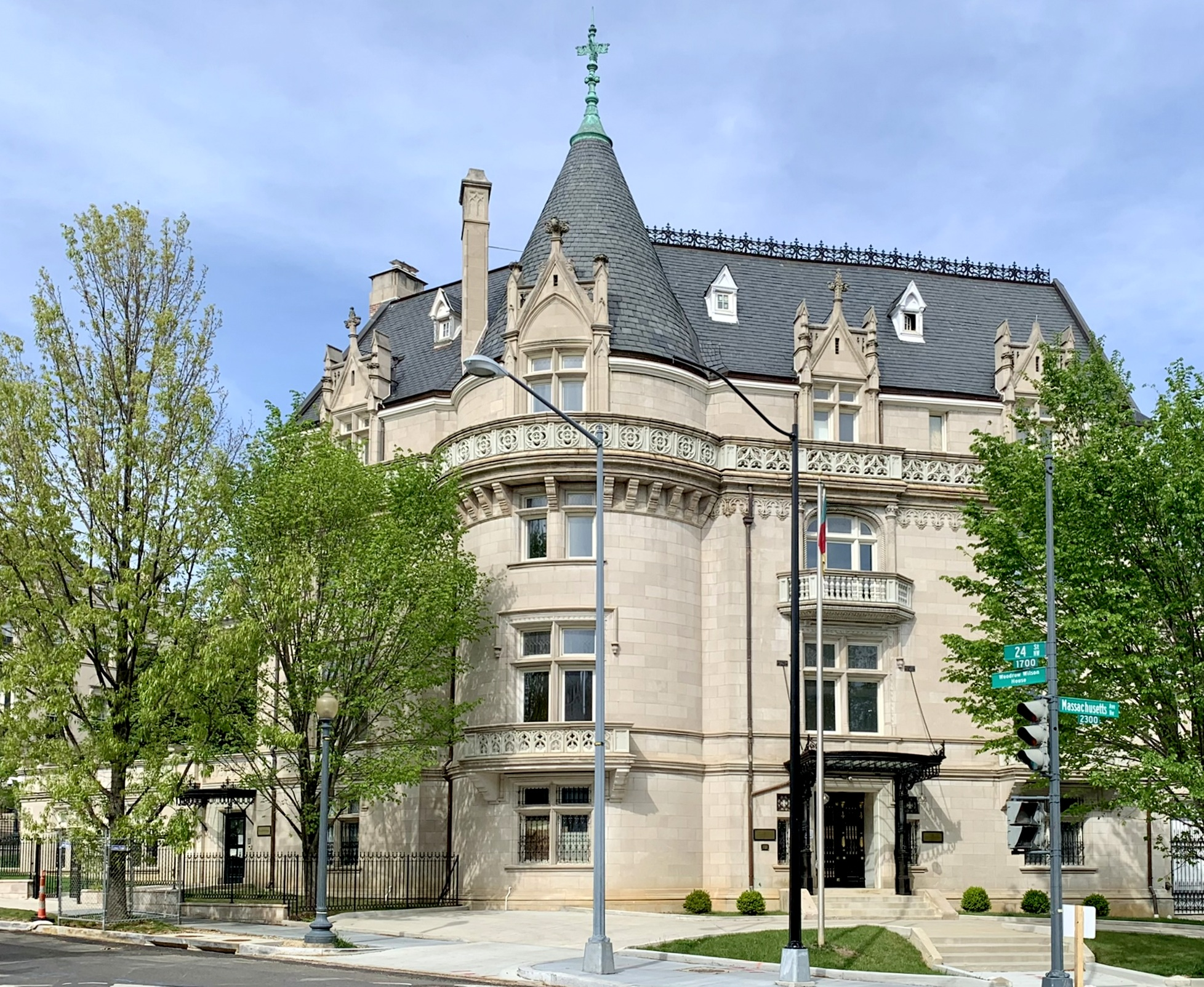
Ambassade à Washington.
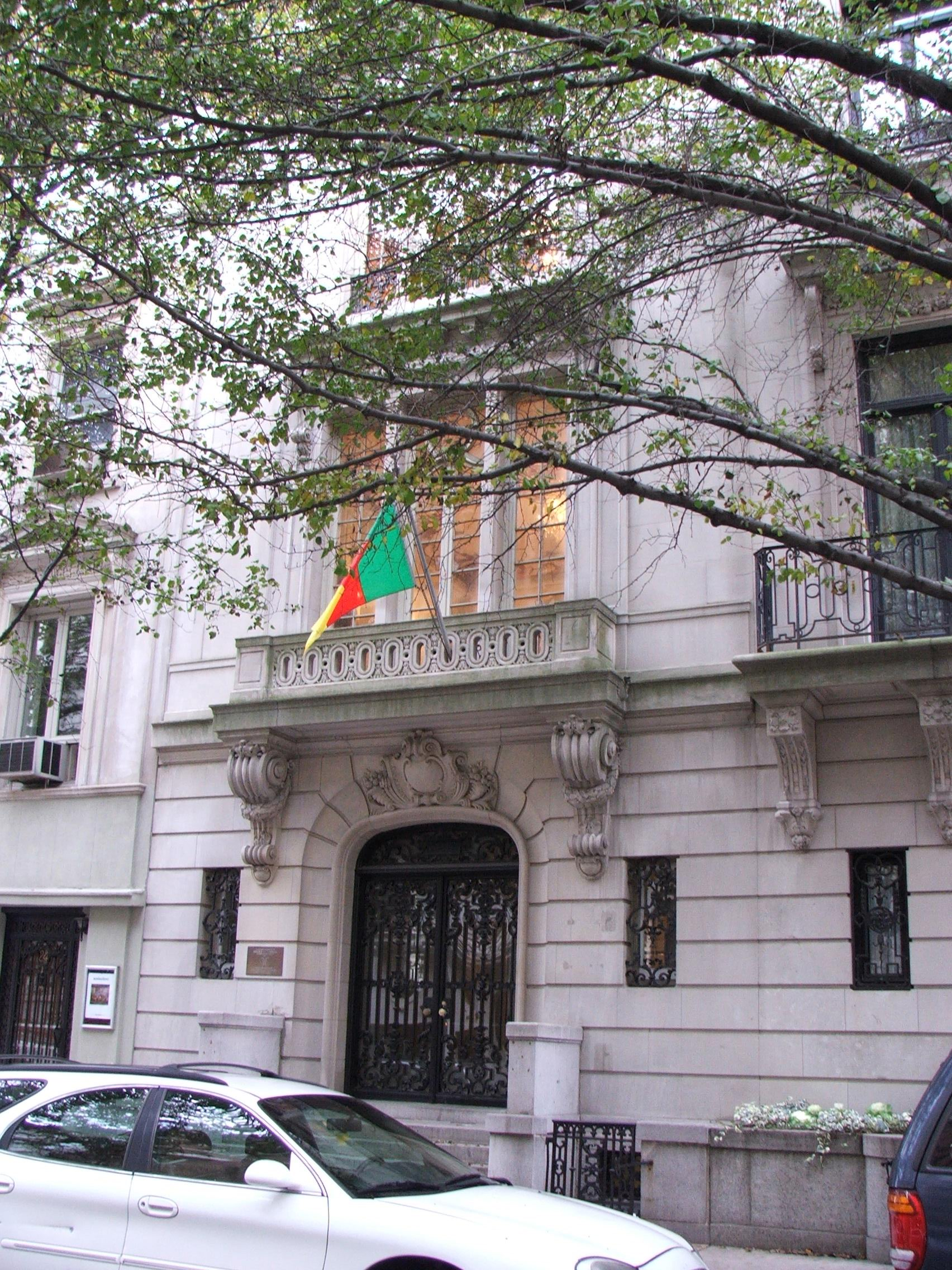
Mission permanente auprès l'Organisation des Nations unies.